# Grand Prix Formule 1 van Canada 2011

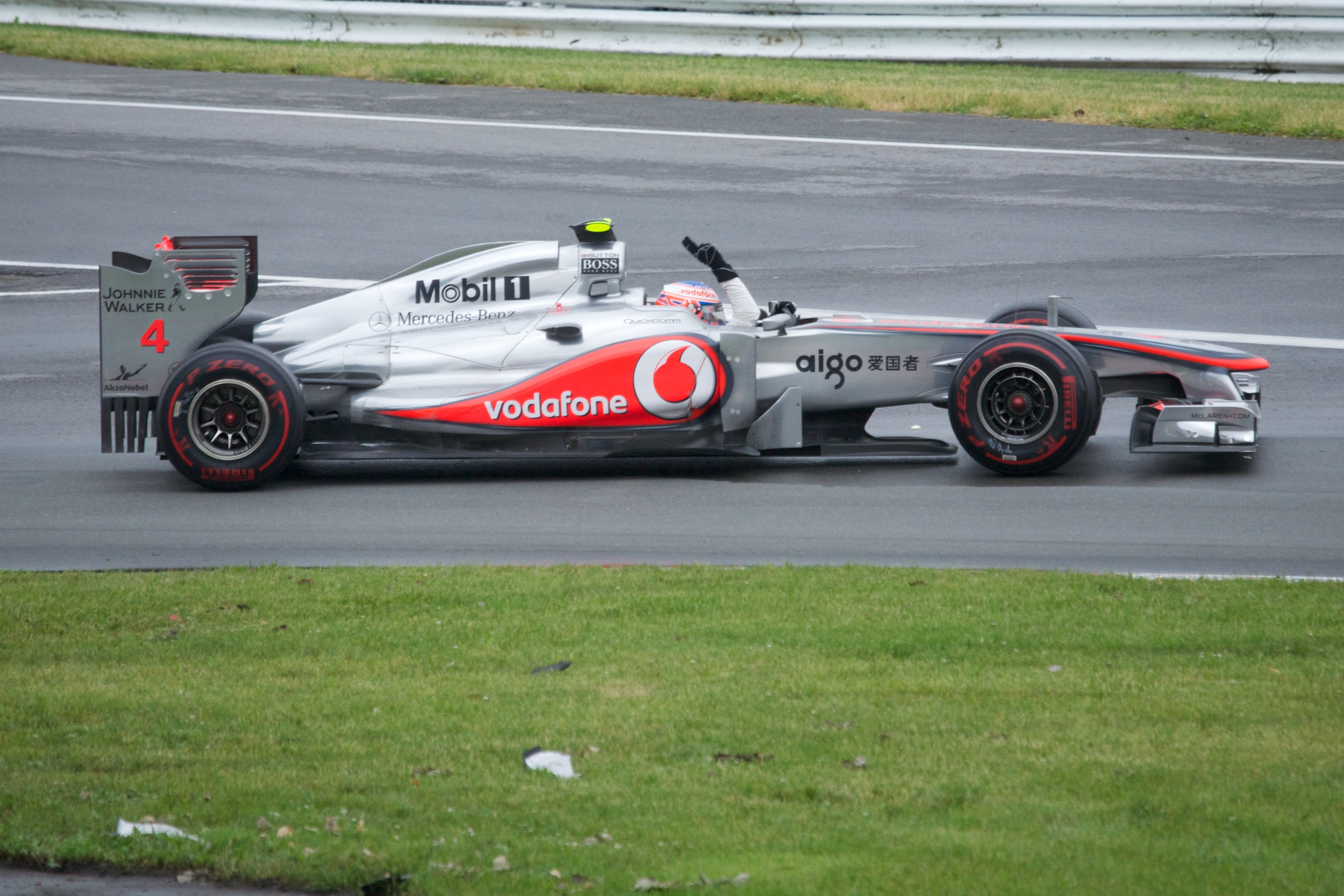
In een van de meest bizarre races sinds jaren, waarin hij twee keer in aanvaring kwam met een concurrent, in totaal zes pitstops maakte en op zeker moment zelfs op de laatste plaats rondreed, haalde Jenson Button een huzarenstukje uit door uiteindelijk toch als winnaar van de GP van Canada te finishen.

De Grand Prix Formule 1 van Canada 2011 werd gehouden op 12 juni 2011 op het Circuit Gilles Villeneuve. Het was de zevende race uit het kampioenschap.

## Wedstrijdverloop

### Achtergrond
In deze wedstrijd waren er voor het eerst twee DRS-zones aangebracht: één op het rechte stuk richting de hairpin en op het rechte stuk bij start/finish. Sergio Pérez reed in de eerste vrije training voor Sauber, maar verklaarde hierna nog niet honderd procent hersteld te zijn van zijn crash in de vorige Grand Prix en besloot om de rest van het weekend niet meer in de auto te stappen. McLaren-testrijder Pedro de la Rosa werd aangesteld om Pérez te vervangen. De la Rosa kreeg hiervoor toestemming van zijn werkgever.

### Kwalificatie
Sebastian Vettel van het team Red Bull Racing behaalde zijn zesde poleposition van het seizoen. Fernando Alonso van Ferrari startte op de tweede plek, de eerste keer in 2011 dat hij vanaf de eerste rij mocht starten. Zijn teamgenoot Felipe Massa had zich als derde gekwalificeerd. Aan de andere kant van de grid wist Virgin-coureur Jérôme d'Ambrosio zich niet binnen de 107%-tijd van Q1 te kwalificeren. Van de FIA kreeg hij echter toch toestemming om te starten, omdat hij in de vrije trainingen zijn auto in de muur had gereden en in de kwalificatietraining dus met een nieuw chassis moest aantreden.

### Race
De eerste vier ronden van de race werden gereden achter de safety car, omdat het te hard regende om normaal te kunnen starten. In de zevende ronde raakten McLaren-coureurs Lewis Hamilton en Jenson Button elkaar, wat voor de eerste tot een opgave leidde en voor de laatste tot een pitstop. Hierdoor moest de safety car weer voor enkele ronden de baan opkomen. In ronde 20 kwam de safety car opnieuw de baan op, omdat het harder was gaan regenen. Vijf ronden later werd de race stilgelegd, omdat het te hard regende om verder te kunnen racen. Na een oponthoud van ruim twee uur ging het veld weer van start achter de safety car, die tien ronden bleef rijden. Sebastian Vettel leidde op dat ogenblik de race, gevolgd door Sauber-coureur Kamui Kobayashi en Felipe Massa. Twee ronden nadat de safety car weer de pitstraat was ingereden, raakten Fernando Alonso en Jenson Button elkaar, waardoor de eerste uitviel en de laatste een pitstop moest maken, alvorens als laatste in de race terug te keren. Hierdoor moest de safety car opnieuw de baan opkomen. In ronde 57 rukte de safety car voor de laatste keer uit na een mislukte inhaalactie van Renault-coureur Nick Heidfeld op Kobayashi, waarbij de laatste zijn voorvleugel verloor, eroverheen reed en crashte. Met nog negen ronden te gaan werd de race herstart. Button, die inmiddels van de laatste plaats in de wedstrijd was opgeklommen naar de vierde plaats, wist te profiteren van een gevecht tussen Red Bull-coureur Mark Webber en Mercedes-rijder Michael Schumacher en schoof door naar plaats twee. In de laatste ronden kwam Button dicht bij de leidende Vettel, die in de allerlaatste ronde een fout maakte en Button aan zich voorbij moest laten gaan. De Brit won hierdoor de race met zes pitstops, Vettel werd tweede en Webber had intussen Schumacher gepasseerd voor de laatste podiumplaats. Renault-coureur Vitali Petrov eindigde op de vijfde plaats. Massa en Kobayashi bleven tot de finish in gevecht om de zesde plaats, waarbij Massa met 45 duizendste van een seconde voorsprong die plaats afpakte van Kobayashi. Op de achtste plaats behaalde Toro Rosso-coureur Jaime Alguersuari zijn eerste punten van het seizoen. De rest van de punten werd verdeeld onder Williams-coureur Rubens Barrichello en Toro Rosso-rijder Sébastien Buemi. HRT-coureur Narain Karthikeyan eindigde op de veertiende plek, maar kreeg twintig seconden straf, omdat hij de chicane had afgesneden en viel terug naar de zeventiende plek.

## Kwalificatie
| Pos                 | No | Coureur            | Constructeur         | Q1       | Q2       | Q3       | Grid |
| ------------------- | -- | ------------------ | -------------------- | -------- | -------- | -------- | ---- |
| 1                   | 1  | Sebastian Vettel   | Red Bull-Renault     | 1:14.011 | 1:13.486 | 1:13.014 | 1    |
| 2                   | 5  | Fernando Alonso    | Ferrari              | 1:13.822 | 1:13.672 | 1:13.199 | 2    |
| 3                   | 6  | Felipe Massa       | Ferrari              | 1:14.026 | 1:13.431 | 1:13.217 | 3    |
| 4                   | 2  | Mark Webber        | Red Bull-Renault     | 1:14.375 | 1:13.654 | 1:13.429 | 4    |
| 5                   | 3  | Lewis Hamilton     | McLaren-Mercedes     | 1:14.114 | 1:13.926 | 1:13.565 | 5    |
| 6                   | 8  | Nico Rosberg       | Mercedes             | 1:14.920 | 1:13.950 | 1:13.814 | 6    |
| 7                   | 4  | Jenson Button      | McLaren-Mercedes     | 1:14.374 | 1:13.955 | 1:13.838 | 7    |
| 8                   | 7  | Michael Schumacher | Mercedes             | 1:14.970 | 1:14.242 | 1:13.864 | 8    |
| 9                   | 9  | Nick Heidfeld      | Renault              | 1:15.096 | 1:14.467 | 1:14.062 | 9    |
| 10                  | 10 | Vitali Petrov      | Renault              | 1:14.699 | 1:14.354 | 1:14.085 | 10   |
| 11                  | 15 | Paul di Resta      | Force India-Mercedes | 1:14.874 | 1:14.752 |          | 11   |
| 12                  | 12 | Pastor Maldonado   | Williams-Cosworth    | 1:15.585 | 1:15.043 |          | 12   |
| 13                  | 16 | Kamui Kobayashi    | Sauber-Ferrari       | 1:15.694 | 1:15.285 |          | 13   |
| 14                  | 14 | Adrian Sutil       | Force India-Mercedes | 1:14.931 | 1:15.287 |          | 14   |
| 15                  | 18 | Sébastien Buemi    | Toro Rosso-Ferrari   | 1:15.901 | 1:15.334 |          | 15   |
| 16                  | 11 | Rubens Barrichello | Williams-Cosworth    | 1:15.331 | 1:15.361 |          | 16   |
| 17                  | 17 | Pedro de la Rosa   | Sauber-Ferrari       | 1:16.229 | 1:15.587 |          | 17   |
| 18                  | 19 | Jaime Alguersuari  | Toro Rosso-Ferrari   | 1:16.294 |          |          | Pit  |
| 19                  | 21 | Jarno Trulli       | Lotus–Renault        | 1:16.745 |          |          | 18   |
| 20                  | 20 | Heikki Kovalainen  | Lotus–Renault        | 1:16.786 |          |          | 19   |
| 21                  | 23 | Vitantonio Liuzzi  | HRT–Cosworth         | 1:18.424 |          |          | 20   |
| 22                  | 24 | Timo Glock         | Virgin–Cosworth      | 1:18.537 |          |          | 21   |
| 23                  | 22 | Narain Karthikeyan | HRT–Cosworth         | 1:18.574 |          |          | 22   |
| 107% tijd: 1:18.989 |    |                    |                      |          |          |          |      |
| 24                  | 25 | Jérôme d'Ambrosio  | Virgin–Cosworth      | 1:19.414 |          |          | 23   |

## Race
| Pos | No | Coureur            | Constructeur         | Rondes | Tijd/Oorzaak uitval | Grid | Punten |
| --- | -- | ------------------ | -------------------- | ------ | ------------------- | ---- | ------ |
| 1   | 4  | Jenson Button      | McLaren-Mercedes     | 70     | 4:04:39.537         | 7    | 25     |
| 2   | 1  | Sebastian Vettel   | Red Bull-Renault     | 70     | +2.709              | 1    | 18     |
| 3   | 2  | Mark Webber        | Red Bull-Renault     | 70     | +13.828             | 4    | 15     |
| 4   | 7  | Michael Schumacher | Mercedes             | 70     | +14.219             | 8    | 12     |
| 5   | 10 | Vitali Petrov      | Renault              | 70     | +20.395             | 10   | 10     |
| 6   | 6  | Felipe Massa       | Ferrari              | 70     | +33.225             | 3    | 8      |
| 7   | 16 | Kamui Kobayashi    | Sauber-Ferrari       | 70     | +33.270             | 13   | 6      |
| 8   | 19 | Jaime Alguersuari  | Toro Rosso-Ferrari   | 70     | +35.964             | Pit  | 4      |
| 9   | 11 | Rubens Barrichello | Williams-Cosworth    | 70     | +45.117             | 16   | 2      |
| 10  | 18 | Sébastien Buemi    | Toro Rosso-Ferrari   | 70     | +47.056             | 15   | 1      |
| 11  | 8  | Nico Rosberg       | Mercedes             | 70     | +50.454             | 6    |        |
| 12  | 17 | Pedro de la Rosa   | Sauber-Ferrari       | 70     | +1:03.607           | 17   |        |
| 13  | 23 | Vitantonio Liuzzi  | HRT-Cosworth         | 69     | +1 ronde            | 20   |        |
| 14  | 25 | Jérôme d'Ambrosio  | Virgin-Cosworth      | 69     | +1 ronde            | 23   |        |
| 15  | 24 | Timo Glock         | Virgin-Cosworth      | 69     | +1 ronde            | 21   |        |
| 16  | 21 | Jarno Trulli       | Lotus-Renault        | 69     | +1 ronde            | 18   |        |
| 17  | 22 | Narain Karthikeyan | HRT-Cosworth         | 69     | +1 ronde            | 22   |        |
| 18  | 15 | Paul di Resta      | Force India-Mercedes | 67     | Ongeluk             | 11   |        |
| DNF | 12 | Pastor Maldonado   | Williams-Cosworth    | 61     | Gespind             | 12   |        |
| DNF | 9  | Nick Heidfeld      | Renault              | 55     | Ongeluk             | 9    |        |
| DNF | 14 | Adrian Sutil       | Force India-Mercedes | 49     | Ongeluk             | 14   |        |
| DNF | 5  | Fernando Alonso    | Ferrari              | 36     | Botsing             | 2    |        |
| DNF | 20 | Heikki Kovalainen  | Lotus-Renault        | 28     | Aandrijving         | 19   |        |
| DNF | 3  | Lewis Hamilton     | McLaren-Mercedes     | 7      | Botsing             | 5    |        |

## Noot
- Dit was de honderdste pole position voor een Duitse coureur.
- Tiende Grand Prix-winst voor Jenson Button.

1967 · 1968 · 1969 · 1970 · 1971 · 1972 · 1973 · 1974 · 1976 · 1977 · 1978 · 1979 · 1980 · 1981 · 1982 · 1983 · 1984 · 1985 · 1986 · 1988 · 1989 · 1990 · 1991 · 1992 · 1993 · 1994 · 1995 · 1996 · 1997 · 1998 · 1999 · 2000 · 2001 · 2002 · 2003 · 2004 · 2005 · 2006 · 2007 · 2008 · 2010 · 2011 · 2012 · 2013 · 2014 · 2015 · 2016 · 2017 · 2018 · 2019 · 2022 · 2023 · 2024 · 2025 · 2026 · 2027 · 2028 · 2029